# Дрезен, Арвид Карлович
А́рвид Ка́рлович Дре́зен (1900, Лиепая, Курляндская губерния, Российская империя — 27 января 1938, Ленинград, СССР) — советский партийный деятель, историк и архивист, организатор образования и науки. Доктор исторических наук, профессор, декан исторического факультета ЛГУ в 1936—1937 гг., директор ЛОЦИА — Ленинградского отделения Центрального Исторического Архива СССР (ныне — РГИА). Младший брат известного эсперантиста Эрнеста Дрезена.

## Биография

### Ранние годы. Служба во флоте и партийная работа
Родился в 1900 году, в городе Либава Курляндской губернии в латышской семье. Отец — Карл Дрезен — был моряком, сперва простым матросом, позднее капитаном земснаряда. Он умер вскоре после революции в 1919 году. Мать, Каролина Матвеевна, была домохозяйкой. Умерла от дистрофии весной 1942 года в блокадном Ленинграде. В 1908 году семья переехала из Либавы в Кронштадт.
С 1916 г. находился на службе в российском флоте. Был матросом в Моонзундской экспедиции, занимавшейся углублением Моонзундского канала. Впоследствии работал в порту в Кронштадте. Был активным участником гражданской войны. В 19 лет Арвид Дрезен вступил в Коммунистическую партию. С 1919 г. перешел из флота в РККА. Был командиром партизанского отряда в Пулково. С декабря 1919 по февраль 1920 — помощник уполномоченного по снабжению топливом Морведа и Балтфлота. Впоследствии был помощником комиссара Главного Гидрографического управления, заместителем главного комиссара и и.о. главного ответственного руководителя и начальника работ на строительстве Свирской ГЭС.
С 1921 г. — на работе в Москве. Занимал посты главного комиссара Центрального управления Гидрографических работ РСФСР, комиссара управления по водному хозяйству Верхнего Поволжья. В 1922 г. вернулся в Петроград. С февраля по ноябрь 1922 г. был слушателем военно-морского дела Морской академии. После этого был помощником начальника учебного отдела Военно-морского Гидрографического училища, помощником начальника учебного отдела Учебного управления Морского штаба РСФСР.
В октябре 1921 г. был делегатом на съезде инженеров, работающих в области военной промышленности, в августе того же года — делегатом Третьего Всероссийского съезда строительных рабочих в Москве. Член XI созыва Ленсовета. В 1933—1935 гг. — член бюро райкома Красногвардейского района Ленинграда.

### Организатор архивного дела и историк
В 1926 году закончил отделение истории материальной культуры Ямфака — факультета языкознания и материальной культуры ЛГУ. Учился у Я.К. Пальвадре. Некоторое время состоял старшим ассистентом в кабинете (кафедре) марксизма-ленинизма Ямфака.
В 1926—1928 годах руководил архивами армии и флота Центрархива. С 1928 руководил центральными историческими архивами Ленинграда. В 1931—1933 — уполномоченный Центрального Архивного Управления (ЦАУ) в Ленинграде, член коллегии ЦАУ РСФСР. С января 1931 г. был заведующим кафедрой вспомогательных исторических дисциплин ЛИФЛИ, а также помощником директора ЛИФЛИ по научной части. С апреля 1931 года — директор ЛИФЛИ.
С 1932 по 1935 занимал ряд должностей в учебных и научных заведениях Ленинграда — профессор и заведующий Кафедрой истории народов СССР Ленинградской высшей коммунистической сельскохозяйственной школы им. С.М.Кирова, директор Ленинградского Отделения Центрального Исторического Архива.
С 1935 г. — доцент Исторического факультета ЛГУ. В университете возглавлял кафедру истории СССР. В 1935 г. по совокупности научных заслуг Дрезену была присуждена ученая степень доктора исторических наук и звание профессора. Вел курсы: «История ВКП(б) и Ленинизм», «Революционное движение с XIX века», «История народов СССР эпохи промышленного капитализма и империализма», «История СССР», а также семинарские занятия.

### Арест и казнь
После ареста брата, Эрнеста Дрезена, в 1937 году был исключён из партии «за связь с врагами народа» и уволен с поста декана за то, что он «ничего не сделал в деле ликвидации последствий вредительства и не принял срочные меры для ликвидации троцкистской контрабанды». Сам был арестован 4 ноября 1937 года — на следующий день после расстрела жены брата, Елены Сазоновой — по обвинению в участии в контрреволюционной латвийской националистической шпионской организации, а также в военном заговоре Тухачевского.
Согласно решению Комиссии НКВД и Прокуратуры СССР от 17 января 1938 года приговорён к высшей мере наказания и расстрелян в Ленинграде 27 января 1938 года.
Реабилитирован 21 октября 1957 года военным трибуналом Ленинградского военного округа.
В декабре 1955 года из заключения вернулся известный эсперантист Григорий Демидюк. Надеясь вновь легализовать эсперанто в СССР, он стал искать способы реабилитации Эрнеста Дрезена, лидера советских эсперантистов 30-х годов. Подать просьбу о реабилитации имели право только родственники репрессированных. Сперва Демидюк обратился к сестре жены Э. Дрезена, но та испугалась и отказала ему. Помогла дочь Арвида Дрезена, Стелла. Благодаря ей оба брата были реабилитированы. Демидюк и Стелла Дрезен также уговорили вдову известного поэта-эсперантиста Николая Некрасова подать прошение о реабилитации мужа.

## Публикации

### Статьи
- Дрезен А. Казнь моряков-декабристов // Красный архив. — 1925. — № 6 (13). — С. 292—297.
- Дрезен А. Из переписки Николая Романова с В. А. Романовым // Красный архив. — 1926. — № 4 (17). — С. 219—222.
- Дрезен А. Октябрь и флот // Красный флот. — 1926. — № 10—11. — С. 11—24.
- Дрезен А. Флот в октябре — декабре 1917 г // Красный флот. — 1927. — № 20. — С. 5—18.
- Дрезен А. Центральные матросские и офицерские организации Балтийского флота в 1917 г // Красная летопись. — 1929. — № 3. — С. 43—104.
- Дрезен А. Петроградский гарнизон в Октябре // Красная летопись. — 1927. — № 2. — С. 101—133.
- Дрезен А. Балтийский флот от июля к октябрю 1917 г // Красная летопись. — 1929. — № 5. — С. 157—212.
- Дрезен А. Борьба за советизацию Балтийского флота // Красная летопись. — 1929. — № 6. — С. 93—128.
- Дрезен А. Балтфлот в июльские дни // Красный архив. — 1931. — № 46. — С. 69—109.
- Дрезен А. Армия и флот в Февральской революции // Красная летопись. — 1932. — № 1—2. — С. 86—114.
- Дрезен А. Цусима (14—15 мая 1905 г.) // Борьба классов. — 1935. — № 4.
- Дрезен А. Восстание броненосца «Князь Потемкин Таврический» 27(14) июня 1905 года // Борьба классов. — 1935. — № 6.
- Дрезен А. Корниловщина // Борьба классов. — 1935. — № 11.
- Дрезен А. Военные восстания на Балтике в 1906 году // Борьба классов. — 1936. — № 8.

### Книги
- Дрезен А. К. Вы жертвою пали в борьбе роковой…: (Во что обошлись морякам Балтфлота и с.-д. орг. Кронштадта восстания 1905—1906 гг.). — Л.: Ред.-изд. отд. мор. сил РККФ, 1925. — 15 с.
- Дрезен А. Революция во флоте. Балтийские моряки в восстании 1905—1906 гг. — Л.: Госиздат, 1926. — 83 с.
- Дрезен А. Армия и флот в революции 1905 года. — М.: Московский рабочий, 1931. — 80 с.
- Буржуазия и помещики в 1917 году / под ред. А. К. Дрезена. — М.—Л.: Партиздат, 1932. — 328 с.
- Балтийский флот в Октябрьской революции и гражданской войне / ред. и вступ. ст. А. К. Дрезена. — М.—Л.: Партиздат, 1932. — 338 с.
- Большевизация Петроградского гарнизона / ред. и вступ. ст. А. К. Дрезена. — Л.: Леноблиздат, 1932. — 402 с.
- Военные восстания в Балтике  в 1905—06 гг / подг. к печ. А. К. Дрезен. — М.: Партиздат, 1933.
- Архивы СССР / Сост. М. Ахун и др.; Под ред. А. К. Дрезена. — Л.: Леноблиздат, 1933. — 280 с.
- Николаевский кадетский корпус, ранее приготовительный пансион: 1878—1882. Николаевский кадетский корпус: 1882—1915 / Под ред. А. К. Дрезена. — Л., 1933. — 183 с.
- Колониальная политика царизма на Камчатке и Чукотке в XVIII веке / Ред. Я. П. Алькор, А. К. Дрезен, Вступ. ст. С. Б. Окунь. — Л.: Изд-во Инт-а народов Севера ЦИК СССР, 1935. — 211 с. — (Труды по истории Научно-исследовательской ассоциации Института народов Севера ЦИК СССР; том 2).
- Царизм в борьбе с революцией 1905—1907 гг / Под ред. А. К. Дрезена. — М.: Соцэкгиз, 1936. — 262 с.